# Chacha Nyaigotti-Chacha
Chacha Nyaigotti-Chacha (Kuria District, 1952) est un écrivain kényan, professeur de swahili et secrétaire du Inter-University Council for East Africa et d'autres universités.
Il reçoit un titre de docteur en linguistique swahili à l'université Yale. 

## Œuvres
- The position of Kiswahili in Kenya, Nyaigotti-Chacha, C., University of Nairobi, Institute of African Studies, 1981
- Marejeo, Kenya Lit. Bureau, 1986
- Wingu Jeusi, Nyaigotti-Chacha, C., 1987
- Hukumu, , Nyaigotti-Chacha, C., Longman Kenya, 1992
- Ushairi wa Abdilatif Abdalla: Sautiya Utetezi, Nyaigotti-Chacha, C., Dar es Salaam University Press (DUP), 1992.
- Traditional Medicine in Africa, Edited by Sindiga, Isaac, Nyaigotti-Chacha, C. and Kanunah, M. P., East African Educational Publishers, 1995
- Mke Mwanza, Nyaigotti-Chacha, C., East Africa Education Publishers, 1997
- Reforming Higher Education in Kenya: Challenges, Lessons and Opportunities, Nyaigotti-Chacha, C., Kenya August 2004
- African Universities in the Twenty-first Century, Edited by Paul Tiyambe Zeleza Adebayo Olukoshi, Chapter 5: Public Universities, Private Funding: The Challenges in East Africa, Nyaigotti-Chacha, C., 2005